# Salmón ahumado
El salmón ahumado es un producto que se consigue exponiendo el salmón al humo, en condiciones especiales, lo que le permite un mayor tiempo de conservación y un sabor diferente. Se presenta en forma de grandes filetes. Se conocen dos tipos: ahumado frío en rebanadas a bajas temperaturas, y ahumado en caliente. Se emplea frecuentemente en las cocinas tradicionales del norte de Europa, en la cocina moderna de países del sur de Europa como Francia, España o Italia, en Canadá y en el norte de Estados Unidos.

## Presentación

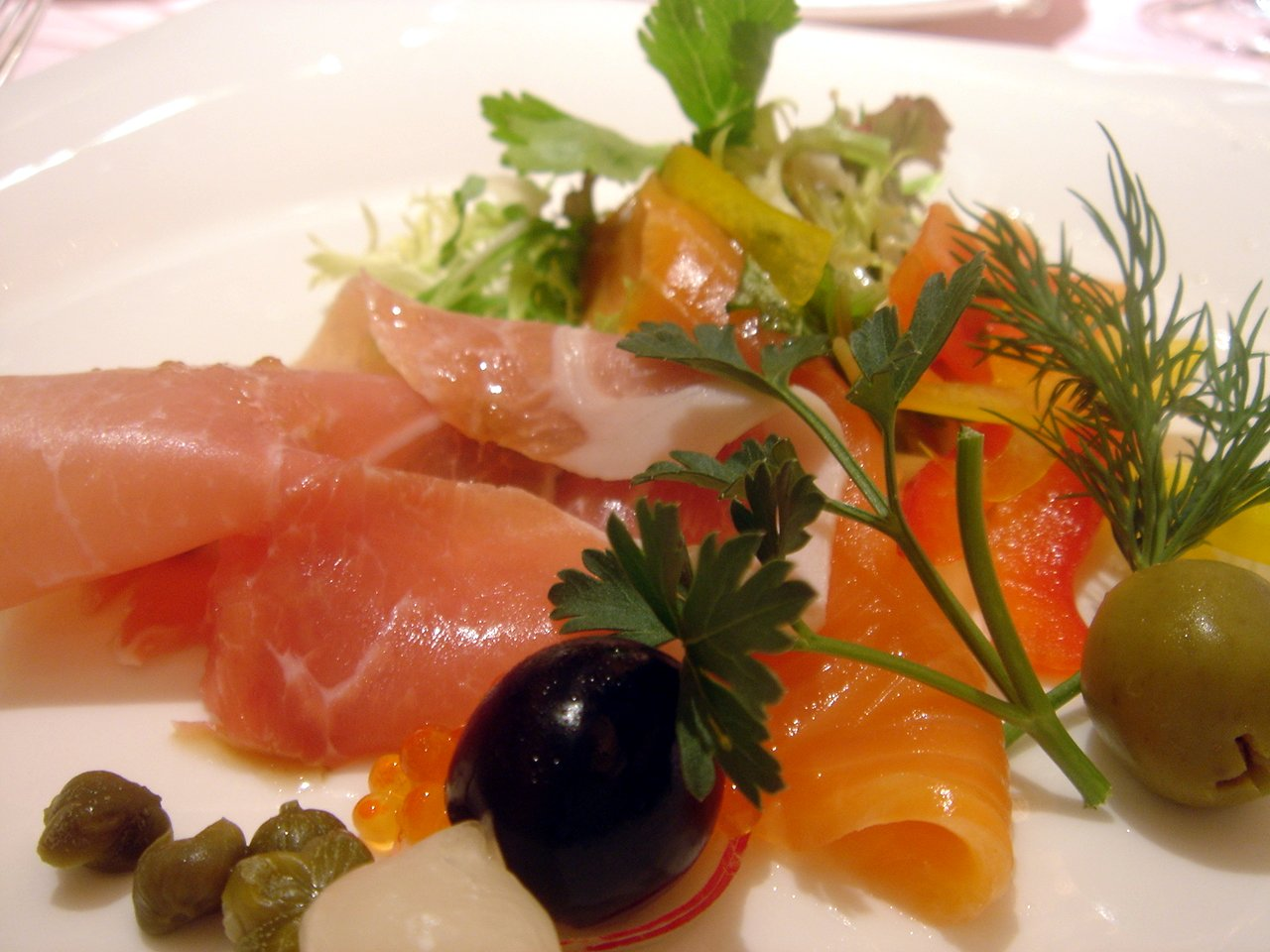
Ensalada de salmón ahumado, jamón y aceitunas.

Se utiliza para hacer canapés, con nata y zumo de limón. En los Estados Unidos, se corta normalmente en lonchas muy finas (carpaccio) o se utiliza para realizar sushi (aunque se utiliza raramente para este fin en Japón), bajo el nombre de "Philadelphia Roll".

## Producción
En Europa, el salmón ahumado es preparado principalmente a partir de la especie Salmo salar proveniente de la salmonicultura en Noruega, Escocia o Irlanda, mientras que en América del Norte se produce principalmente en la costa este de Canadá (en particular en la Bahía de Fundy). La cría de salmón también se desarrolla recientemente en Chile, siendo el segundo productor mundial, pero tras las dificultades de 2009, numerosas granjas han cerrado.
La mayoría de la producción del salmón ahumado proviene de un ahumado en frío, por la exposición directa del humo proveniente directamente de la combustión de madera, a unos 30 °C. El ahumado en frío no cuece el pescado, lo que le da una textura más delicada.
El salmón salvaje ahumado es hoy día más raro y más caro que el salmón de criadero, pero su comercialización ha aumentado últimamente.